# Denkmal Friedrich II. von Preußen (Berlin-Friedrichshain)

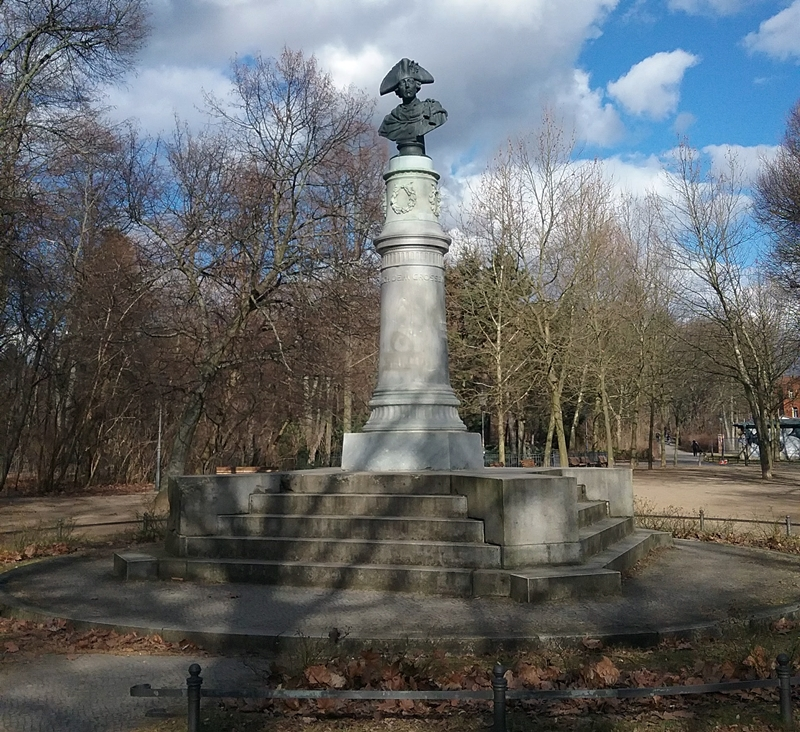
Denkmal Friedrich II. im Volkspark Friedrichshain

Friedrich II. von Preußen ist ein Denkmal im Berliner Ortsteil Friedrichshain des Bezirks Friedrichshain-Kreuzberg im Volkspark Friedrichshain unweit des kleinen Teichs in der Nähe der Friedenstraße.
Die Errichtung eines Denkmals für Friedrich den Großen ging auf eine Initiative von Bürgern Berlins zurück, im März 1848 erfolgten zu deren Bau Geldsammlungen. Einer der Stifter war der ehemalige Hofschneider J. S. Freytag. Ein erhebliche Geldspende stammte von den Hohenzollern. Am 17. August 1848 weihte der Berliner Oberbürgermeister Franz Christian Naunyn das Denkmal ein.

## Beschreibung
Auf einem fünfstufigen Treppenrondell erhebt sich auf quadratischem Unterbau eine Marmorsäule, die eine Kolossalbüste Friedrichs trägt. Die Büste war ein Teilabguss der Herrscherfigur vom Reiterstandbild Friedrichs des Großen, das der Bildhauer Christian Daniel Rauch geschaffen hatte. Der oberste Teil der Säule hat die Form einer Glocke. Auf der Rundung sind rundherum vier Lorbeerkränze herausgemeißelt.
Die Säule ist 4,50 Meter hoch, oben beträgt ihr Durchmesser 80 Zentimeter und unten 1,30 Zentimeter. Über den Stufen befindet sich auf Vorder- und Rückseite die Inschrift: FRIEDRICH DEM GROSSEN SEINEN MITBUERGERN DIE DURCH GRUENDUNG DIESES HAINES DAS ANDENKEN AN DEN GROSSEN KOENIG UNSERN NACHKOMMEN BEWAHREN WOLLEN ERRICHTETE DIESES DENKMAL ALS EIN ZEICHEN DES DANKES DER BUERGER I. S. FREYTAG MDCCCXLVIII.

## Geschichte
Die Endkämpfe des Zweiten Weltkriegs in Berlin hatte das Denkmal unbeschädigt überstanden, obwohl der Volkspark Friedrichshain aufgrund der auf der Hügelkuppe postierten Flugabwehr Angriffsziele von Bombardements war.
Um 1949/50 ließ der Ost-Berliner Magistrat das Denkmal im Zuge der „Weiterentwicklung“ des Parks zu einem Kulturpark nach sowjetischem Vorbild entfernen. In einer anderen Quelle wird angegeben, dass die Büste im Jahr „1952 spurlos verschwand“ (gestohlene Buntmetalle waren nach dem Krieg eine weit verbreitete illegale Einnahmequelle).
Nach der Wiedervereinigung Berlins, 1997 wurden fast alle Teile der Säule bei Planierungsarbeiten nahe dem alten Standort unter Erde und Schutt wiederentdeckt. Das Bezirksamt Berlin-Friedrichshain ließ die Säule in den Jahren 1998 bis 2000 restaurieren. Das wiederhergestellte Denkmal mit der nach der Vorlage Rauchs von  Hoferick neu geschaffenen Büste Friedrichs ist am historischen Standort am 13. April 2000  aufgestellt worden.